# Girls Talk
Girls Talk, född 27 januari 2016, är en fransk varmblodig travhäst. Hon tränades av Philippe Allaire och kördes oftast av Éric Raffin eller David Thomain.
Hon började tävla 2018 och inledde med fyra raka segrar. Hon sprang under sin karriär in 312 900 euro på 21 starter varav 6 segrar, 3 andraplatser och 2 tredjeplats.
Girls Talk tog karriärens största segrar i Prix Masina (2019) och Prix Guy Deloison (2019). Samt segrat i Prix Undina (2018) och Prix Marcel Dejean (2018) och på andraplats i Prix Une de Mai (2018), Prix Roquépine (2019), Prix Reine du Corta (2019) samt på tredjeplats i Critérium des Jeunes (2019), Prix Ozo (2019).

## Statistik
| Statistik för Girls Talk (Ref.) | Statistik för Girls Talk (Ref.) | Statistik för Girls Talk (Ref.) | Statistik för Girls Talk (Ref.) | Statistik för Girls Talk (Ref.) | Statistik för Girls Talk (Ref.) |
| ------------------------------- | ------------------------------- | ------------------------------- | ------------------------------- | ------------------------------- | ------------------------------- |
| Starter                         | Placeringar                     | Startprissumma                  | Segerprocent                    | Platsprocent                    | Rekord                          |
| 21                              | 6-3-2                           | 312 900 euro                    | 29 %                            | 52 %                            | 1.12,1ak,                       |

### Större segrar
| År   | Lopp               | Kusk          | Vinstbelopp | Grupp   |
| ---- | ------------------ | ------------- | ----------- | ------- |
| 2018 | Prix Marcel Dejean | Éric Raffin   | 36 000 EUR  | Grupp 3 |
| 2019 | Prix Masina        | David Thomain | 45 000 EUR  | Grupp 2 |
| 2019 | Prix Guy Deloison  | David Thomain | 45 000 EUR  | Grupp 2 |